# Campionat d'Espanya de motocròs 1989
La temporada de 1989 del Campionat d'Espanya de motocròs fou la 31a edició d'aquest campionat, organitzat per la Reial Federació Motociclista Espanyola.

## Classificació final

### 125cc
| Posició | Pilot               | Motocicleta | Punts |
| ------- | ------------------- | ----------- | ----- |
| 1       | José María González | Honda       | ?     |
| 2       | Josep Alonso        | Yamaha      | ?     |
| 3       | Òscar Vallès        | ?           | ?     |
| 4       | ?                   | ?           | ?     |
| 5       | ?                   | ?           | ?     |
| 6       | ?                   | ?           | ?     |
| 7       | ?                   | ?           | ?     |
| 8       | ?                   | ?           | ?     |
| 9       | ?                   | ?           | ?     |
| 10      | ?                   | ?           | ?     |

### 250cc
| Posició | Pilot          | Motocicleta | Punts |
| ------- | -------------- | ----------- | ----- |
| 1       | Pablo Colomina | Yamaha      | ?     |
| 2       | Luis López     | Honda       | ?     |
| 3       | Jordi Elías    | Yamaha      | ?     |
| 4       | ?              | ?           | ?     |
| 5       | ?              | ?           | ?     |
| 6       | ?              | ?           | ?     |
| 7       | ?              | ?           | ?     |
| 8       | ?              | ?           | ?     |
| 9       | ?              | ?           | ?     |
| 10      | ?              | ?           | ?     |

## Categories inferiors
Font:
| Campionat                      | Guanyador             | Motocicleta |
| ------------------------------ | --------------------- | ----------- |
| Juvenil-B (Sub-16) 80cc        | Óscar Olmedo          | Kawasaki    |
| Juvenil-A (Sub-13) 80cc        | Fco. Javier Fernández | Kawasaki    |
| Trofeu Alevins-B 60cc          | Juan Carlos Hours     | Kawasaki    |
| Trofeu Alevins-B Especial 60cc | Enrique Rodríguez     | Kawasaki    |
| Trofeu Alevins-A 50cc          | Josep Miralles        | Malaguti    |